# Guy de Lusignan (seigneur de Cognac)
Pour les articles homonymes, voir Guy de Lusignan (homonymie).
Guy de Lusignan (ap. 1222-ap. 18 août 1288) est un cadet de la maison de Lusignan, membre de la haute aristocratie féodale poitevine. Il est seigneur de Cognac, Archiac et Merpins de 1246 à 1288.

## Biographie

### Famille
Guy est le second fils d'Hugues X de Lusignan (v. 1182-1249), comte de la Marche (1219-1249) et de son épouse Isabelle d'Angoulême (v. 1188/92-1246), reine consort d'Angleterre (1200-1216), par son premier mariage avec Jean sans Terre (1166-1216), et comtesse d'Angoulême suo jure (1202-1246). Guy est de ce fait le frère utérin du roi Henri III d'Angleterre (1207-1272) et de Richard de Cornouailles (1209-1272), roi des Romains (1257-1272).
Son frère aîné, Hugues XI le Brun (v. 1221-1250) est seigneur de Lusignan, comte de la Marche (1249-1250) et d'Angoulême (1246-1250). Ses cadets, Guillaume Ier de Valence (v. 1227-1296) et Aymar de Lusignan (1228-1260) deviennent respectivement comte de Pembroke (1247-1296) et évêque de Winchester (1250-1260) en Angleterre.

#### Homonyme
Il ne doit être confondu avec Guy de Lusignan (v. 1243-1310/11), seigneur de Couhé et de Peyrat, son neveu ; ainsi qu'avec Guy Ier de Lusignan (v. 1269-1308), seigneur de Lusignan, comte de la Marche et d'Angoulême, son petit-neveu.

#### Anthroponyme
Guy porte le prénom d'un aïeul, dont les hauts faits véhiculent une mémoire familiale prestigieuse, un autre Guy de Lusignan (av. 1153-1194) : croisé, comte de Jaffa et d’Ascalon (1180-1186), roi de Jérusalem (1186-1192) puis seigneur de Chypre (1192-1194).

#### Héritage
Le 8 décembre 1241, Henri III d'Angleterre renonce à ses droits sur les châtellenies de Jarnac, Cognac et Merpins,.
En mars 1243, à Angoulême, ses parents partagent leurs domaines entre leurs enfants : Guy reçoit en apanage, de sa mère, les châteaux de Cognac, Archiac et Merpins, ainsi que les vignobles des Borderies au nord de Cognac. Il en devient le seigneur en 1246, au décès d'Isabelle (♰ 4 juin 1246).
En juillet 1248 à Saint-Maixent, à la suite du traité de Pons, Guy prête hommage lige à Alphonse de Poitiers pour ses châteaux de Cognac et de Merpins,.

### La guerre de Saintonge
Guy participe au soulèvement de la noblesse saintongeaise et poitevine, organisé par ses parents contre Alphonse, le nouveau comte de Poitou, frère de Louis IX. Hugues X et Isabelle d'Angoulême reçoivent le soutien d'Henri III qui souhaite reconquérir l'héritage familial aquitain. À la fin du mois de juin 1242, à Tonnay-Charente, Henri III qui débarqué sur le continent adoube deux de ses demi-frères.

#### La bataille de Taillebourg
Le 19 juillet, à Taillebourg, les armées française et anglo-saintongeaise se font face de chaque côté du pont qui relie les rives de la Charente. Le 21 juillet, la bataille de Taillebourg se résume en une charge massive des chevaliers français qui déboulent du château et bousculent leurs adversaires, contraints de fuir,,.

#### La bataille de Saintes
Le 22 juillet, sous les murs de Saintes, se déroule la bataille décisive. Guy participe aux combats aux côtés de son père et de ses frères Hugues le Brun et Geoffroy. Ils attaquent les fourrageurs français qu'ils mettent en déroute,. Cependant, les Anglo-Saintongeais sont défaits et abandonnent Saintes,. L'ensemble des membres de la famille Lusignan est vaincu.

#### Le traité de Pons (1242)
Le 30 juillet à Pons, Hugues X de Lusignan et Isabelle d'Angoulême se soumettre, avec leurs enfants, à Louis IX avant de rendre hommage au frère du roi. Le 1er août 1242, le règlement de la révolte féodale est sévère pour les Lusignan. Le 3, Louis IX impose en outre à Hugues X la remise pour quatre ans de ses châteaux de Merpins et Château-Larcher, pour huit ans du château de Crozant, à charge pour ses parents de payer les frais de garde,,,. De plus, Guy et ses frères devront prêter hommage au comte de Poitou pour les possessions qu'ils recevront de leurs parents en héritage,, morcelant encore plus le lignage principal.

### Un destin outre-manche
En mai 1247, Guy accompagne ses frères Guillaume de Valence, Aymar et sa sœur Alix en Angleterre. Ils débarquent à Douvres et s'installe à la cour royale avec ses deux frères et sa sœur. Le souverain anglais se charge aussitôt d'assurer leur avenir : Alix épouse le jeune comte de Surrey, Jean de Warenne et Guillaume épouse, le 13 août 1247, Jeanne de Montchenu,

### Septième croisade
Le 30 août 1247, à Lyon, Guy prend la croix et s'engage pour la septième croisade. Guy débarque à Damiette en octobre 1249 avec une armée de renfort composée d'un contingent anglais et de poitevins. Il est accompagné de son frère aîné Hugues XI le Brun, de sa belle-sœur, Yolande de Bretagne, et du comte de Poitou, Alphonse. Quand ils arrivent, la ville est déjà aux mains des croisés. La prise de Damiette, date du 6 juin 1249, elle a pour unique victime : Hugues X de Lusignan, comte de la Marche, son père,. Guy est affecté à la garnison de la ville pendant que Hugues XI s'avance, avec le reste de l'armée, vers la ville du Caire.
Le 8 février l'armée croisée, où sert son frère aîné, remporte une victoire à Mansourah au prix de nombreuses vies. Le 6 avril 1250, l'avant-garde de l'armée est décimée à Fariskur. Hugues XI le Brun ne survit pas à cette bataille,.
Guy rentre en Angleterre et retrouve son frère utérin Henri III, à la cour royale à la fin de l'année 1250, peu de temps après les fêtes de noël.

### La Seconde guerre des Barons
Pendant la Seconde Guerre des Barons, Guy soutient  Henri III face à Simon de Montfort et les barons rebelles au roi d'Angleterre. Lors de la bataille de Lewes, le 14 mai 1264, il combat au sein de l'aile droite sous le commandement du prince Edouard, son neveu. Sa mort présumée dans cette bataille est souvent enregistrée dans certaines sources ; c'est une erreur. En fait, Guy et son frère Guillaume de Valence réussissent à s'extraire du champ de bataille après une défaite dévastatrice pour le camp royaliste. Après la défaite de Simon de Montfort à la bataille d'Evesham en 1265, les Lusignan retournent en Angleterre.

### Testaments et décès
Le premier testament de Guy de Lusignan est daté du 18 octobre 1281,,. Il en rédige un second, sept années plus tard, le 18 août 1288, puis disparait des sources.

## Mariage et descendance
Guy semble avoir été marié, peut-être dès 1247. L'identité de son épouse reste inconnue, mais un lien de parenté entre les époux est évoqué dans les registres du pape Innocent IV,. Aucune postérité ne lui est attribuée ou connue.

## Sceaux et Armoiries
Guy de Lusignan porte d'abord les armes burelés Lusignan brisées d'une escarboucle. Puis il change en juin 1246 pour un lambel juste avant la mort sans successeur du cousin de son père, Raoul II d'Exoudun, comte d'Eu.

### Sceau [1246]
Avers : Rond, 52 mm,,.
Description : Type équestre de chasse, à droite. Le cheval au galop. Le cavalier, nu-tête, vêtu d'une cotte et d'un surcot, tient de la main gauche les rênes de sa monture, et, de la droite un petit chien debout sur la croupe du cheval ; le cor dans le champ derrière lui.
Légende : ✠ S' • GVIDONIS ⠅DE ⠅MARChIA ⠅MILITIS
Légende transcrite : Sigillum Guidonis de Marchia, militis
Contre-sceau : Rond, 25 mm,,.
Description : Écu burelé de dix-sept pièces chargé d'une escarboucle brochant sur le tout.
Légende : ✠ SECRETO) GVIDONIS
Légende transcrite : Secretum Guidonis

### Sceau [1248-1258]
Avers : Rond, 65 mm,,,.
Description : Type équestre de chasse, à droite. Le cheval au galop. Le cavalier, nu-tête, vêtu d'une cotte et d'un surcot, tient de la main gauche les rênes de sa monture, et, de la droite un petit chien debout sur la croupe du cheval ; le cor dans le champ derrière lui.
Légende : ✠ …. GVIDONIS ⠅DE ⠅LEZINIACO ⠅DOMINI ⠅DE ..MPNIACO ⠅
Légende transcrite : Sigillum Guidonis de Leziniaco, domini de Compmiaco
Contre-sceau : Rond, 25 mm,,,.
Description : Écu burelé de seize pièces au lambel de cinq pendants.
Légende : ✠ S’ SECRETI • GVIDONIS ⠅DE ⠅LEZINIACO ⠅
Légende transcrite : Sigillum secreti Guidonis de Leziniaco

### Sceau [1281-1287]
Avers : Rond, 65 mm,,,.
Description : Type équestre de chasse, à droite. Le cheval au galop. Le cavalier, nu-tête, vêtu d'une cotte et d'un surcot, tient de la main gauche les rênes de sa monture, et, de la droite un petit chien debout sur la croupe du cheval ; le cor dans le champ derrière lui.
Légende : S' • GV.......COMMIACO
Contre-sceau : Rond, 25 mm,,,.
Description : Écu burelé de quinze pièces au lambel de cinq pendants.
Légende : ✠ S’ SECRETI GVIDONIS DE LEZINIACO
Légende transcrite : Sigillum secreti Guidonis de Leziniaco

### Armoiries [1246]
| Blason | Blasonnement : Écu d'argent à huit burelles d'azur, chargé d'une escarboucle de gueules brochant sur le tout Commentaires : Blason de Guy de Lusignan, d'après l'empreinte d'un contre-sceau de 1246. |

Références,,

### Armoiries [1248-1258]
| Blason | Blasonnement : Écu burelé d'argent et d'azur au lambel de cinq pendants de gueules Commentaires : Blason de Guy de Lusignan, seigneur de Cognac, d'après les empreintes de contre-sceaux de 1248 à 1258. |

Références,,,.

### Armoiries [1281-1287]
| Blason | Blasonnement : Écu d'argent à sept burelles d'azur au lambel de cinq pendants de gueules Commentaires : Blason de Guy de Lusignan, seigneur de Cognac, d'après les empreintes de contre-sceaux de 1281 à 1287. |

Références,,,.

## Sources et bibliographie

### Sources narratives
- Guillaume de Nangis, « Gesta sanctæ memoriæ Ludovici regis Franciæ », Recueil des historiens des Gaules et de la France, éd. Pierre Dannou et Joseph Naudet, t. XX, Paris, Imprimerie royale, 1840, p. 309-465. [lire en ligne]
- Matthieu Paris, Matthæi Parisiensis, Monachi Sancti Albani, Chronica Majora, éd. Henry Richards Luard, vol. IV : A. D. 1240 à A. D. 1247, Londres, Longman, 1877. [lire en ligne]
- Matthieu Paris, Matthæi Parisiensis, Monachi Sancti Albani, Chronica Majora, éd. Henry Richards Luard, vol. V : A. D. 1248 à A. D. 1259, Londres, Longman, 1880. [lire en ligne]
- Matthieu Paris, Matthæi Parisiensis, Monachi Sancti Albani, Chronica Majora, éd. Henry Richards Luard, vol. VI : Additamenta, Londres, Longman, 1882. [lire en ligne]

### Sources sigillographiques
- SIGILLA : base numérique des sceaux conservés en France, « Guy de Lusignan », sigilla.irht.cnrs.fr, Cnrs / IRHT. [lire en ligne]
- Sigillographie du Poitou jusqu'en 1515 : étude d'histoire provinciale sur les institutions, les arts et la civilisation d'après les sceaux, éd. François Eygun, Poitiers, Société des Antiquaires de l'ouest, 1938.